# Eishockey-Weltmeisterschaft 1938
Die 12. Eishockey-Weltmeisterschaft und 23. Eishockey-Europameisterschaft fand vom 11. bis 20. Februar 1938 in Prag in der Tschechoslowakei statt. Der Austragungsmodus wurde im Vergleich zum Vorjahr erneut verändert. 14 Mannschaften nahmen an dieser WM teil. Es wurde zunächst in drei Vorrundengruppen gespielt, wobei es zwei Gruppen mit fünf und eine Gruppe mit vier Mannschaften gab. Nachdem ursprünglich aus der Gruppe mit 4 Mannschaften nur die ersten zwei die Zwischenrunde erreichen sollten, erfolgte im Laufe der Vorrunde eine Änderung des Modus: Die jeweils ersten drei jeder Gruppe erreichten die Zwischenrunde. In der Zwischenrunde spielte man in drei Dreiergruppen, wobei die drei Gruppensieger und der beste Gruppenzweite ins Halbfinale einzogen.
Die vorgesehene Durchführung einer Trostrunde mit den Mannschaften, die nicht an der Zwischenrunde teilnahmen, entfiel wegen zu weniger interessierter Mannschaften.
Die Kanadier gewannen ihren zehnten Weltmeistertitel. Kanada wurde dabei von den Sudbury Wolves vertreten. Großbritannien holte sich zum zweiten Mal die Vizeweltmeisterschaft und dabei gleichzeitig den vierten Europameistertitel, den dritten in Folge. Die USA spielten ihr bisher schwächstes Turnier.

## Vorrunde

### Gruppe A
| 11. Februar 1938 15:00 Uhr | Schweiz | 1:0 (0:0, 1:0, 0:0) | Ungarn | Prag Zuschauer: 6000 |

| 11. Februar 1938 Abends | Litauen | 1:0 (0:0, 0:0, 1:0) | Rumänien | Prag Zuschauer: 6000 |

| 12. Februar 1938 Vormittags | Polen | 8:1 (4:0, 3:0, 1:1) | Litauen | Prag |

| 12. Februar 1938 Nachmittags | Schweiz | 8:1 (2:0, 1:1, 5:0) | Rumänien | Prag Zuschauer: 6000 |

| 13. Februar 1938 Vormittags | Polen | 3:0 (1:0, 2:0, 0:0) | Rumänien | Prag |

| 13. Februar 1938 Vormittags | Ungarn | 10:1 (2:0, 4:0, 4:1) | Litauen | Prag |

| 14. Februar 1938 | Schweiz | 15:0 (9:0, 2:0, 4:0) | Litauen | Prag |

| 14. Februar 1938 | Polen | 3:0 (1:0, 1:0, 1:0) | Ungarn | Prag |

| 15. Februar 1938 Vormittags | Ungarn | 3:1 (1:1, 1:0, 1:0) | Rumänien | Prag Zuschauer: 500 |

| 15. Februar 1938 Nachmittags | Schweiz | 7:1 (3:0, 1:0, 3:1) | Polen | Prag Zuschauer: 10.000 |

| Pl | Mannschaft | Sp | S | U | N | Tore  | Diff | Pkt. |
| -- | ---------- | -- | - | - | - | ----- | ---- | ---- |
| 1. | Schweiz    | 4  | 4 | 0 | 0 | 31:02 | +29  | 8:0  |
| 2. | Polen      | 4  | 3 | 0 | 1 | 15:08 | +07  | 6:2  |
| 3. | Ungarn     | 4  | 2 | 0 | 2 | 13:06 | +07  | 4:4  |
| 4. | Litauen    | 4  | 1 | 0 | 3 | 03:33 | −30  | 2:6  |
| 5. | Rumänien   | 4  | 0 | 0 | 4 | 02:15 | −13  | 0:8  |

### Gruppe B
| 11. Februar 1938 Nachmittags | Lettland | 3:1 n. V. (1:0, 0:1, 0:0, 2:0) | Norwegen | Prag Zuschauer: 6000 |

| 11. Februar 1938 20:00 Uhr | Großbritannien | 1:0 (0:0, 1:0, 0:0) | Deutsches Reich | Prag Zuschauer: 6000 |

| 12. Februar 1938 Vormittags | USA | 1:0 (0:0, 1:0, 0:0) | Lettland | Prag Zuschauer: 6000 |

| 12. Februar 1938 | Großbritannien | 8:0 (2:0, 1:0, 5:0) | Norwegen | Prag |

| 13. Februar 1938 | USA | 7:1 (3:0, 4:0, 0:1) | Norwegen | Prag |

| 13. Februar 1938 Nachmittags | Deutsches Reich | 1:0 (0:0, 1:0, 0:0) | Lettland | Prag |

| 14. Februar 1938 | Großbritannien | 5:1 (1:0, 2:0, 2:1) | Lettland | Prag |

| 14. Februar 1938 Abends | USA | 1:0 (1:0, 0:0, 0:0) | Deutsches Reich | Prag |

| 15. Februar 1938 Vormittags | Deutsches Reich | 8:0 (2:0, 1:0, 5:0) | Norwegen | Prag Zuschauer: 500 |

| 15. Februar 1938 Nachmittags | Großbritannien | 1:1 n. V. (0:0, 0:0, 1:1, 0:0, 0:0, 0:0) | USA | Prag Zuschauer: 10.000 |

| Pl | Mannschaft             | Sp | S | U | N | Tore   | Diff | Pkt. |
| -- | ---------------------- | -- | - | - | - | ------ | ---- | ---- |
| 1. | Vereinigtes Königreich | 4  | 3 | 1 | 0 | 15:02  | +13  | 7:1  |
| 2. | USA                    | 4  | 3 | 1 | 0 | 10: 02 | +08  | 7:1  |
| 3. | Deutsches Reich        | 4  | 2 | 0 | 2 | 09:02  | +07  | 4:4  |
| 4. | Lettland               | 4  | 1 | 0 | 3 | 04:08  | −04  | 2:6  |
| 5. | Norwegen               | 4  | 0 | 0 | 4 | 02:26  | −24  | 0:8  |

### Gruppe C
| 11. Februar 1938 Nachmittags | Kanada | 3:2 (1:0, 1:2, 1:0) | Schweden | Prag Zuschauer: 6000 |

| 11. Februar 1938 Abends | Tschechoslowakei | 1:0 (0:0, 0:0, 1:0) | Österreich | Prag |

| 13. Februar 1938 Nachmittags | Kanada | 3:0 (1:0, 1:0, 1:0) | Österreich | Prag |

| 13. Februar 1938 Abends | Tschechoslowakei | 0:0 n. V. (0:0, 0:0, 0:0, 0:0, 0:0, 0:0) | Schweden | Prag |

| 15. Februar 1938 Abends | Tschechoslowakei | 0:3 (0:2, 0:0, 0:1) | Kanada | Prag |

| 15. Februar 1938 | Schweden | 1:1 (0:1, 1:0, 0:0) | Österreich | Prag Zuschauer: 11.000 |

| Pl | Mannschaft       | Sp | S | U | N | Tore | Diff | Pkt. |
| -- | ---------------- | -- | - | - | - | ---- | ---- | ---- |
| 1. | Kanada           | 3  | 3 | 0 | 0 | 9:2  | +7   | 6:0  |
| 2. | Tschechoslowakei | 3  | 1 | 1 | 1 | 1:3  | −2   | 3:3  |
| 3. | Schweden         | 3  | 0 | 2 | 1 | 3:4  | −1   | 2:4  |
| 4. | Österreich       | 3  | 0 | 1 | 2 | 1:5  | −4   | 1:5  |

## Zwischenrunde
Die neun aus der Vorrunde qualifizierten Mannschaften spielten in drei Gruppen zu je drei Mannschaften. Die Gruppensieger und der beste Zweite qualifizierten sich für das Halbfinale. Alle drei Gruppenzweiten waren punkt- und torgleich. Das Organisationskomitee entschied sich für Deutschland als besten Gruppenzweiten, da es den amtierenden Weltmeister Kanada in die Verlängerung gezwungen hatte.

### Gruppe A
| 16. Februar 1938 Abends | Tschechoslowakei | 2:0 (0:0, 1:0, 1:0) | USA | Prag |

| 17. Februar 1938 Abends | Schweiz | 1:0 (0:0, 0:0, 1:0) | USA | Prag |

| 18. Februar 1938 | Tschechoslowakei | 3:2 n. V. (0:1, 1:0, 0:0, 2:1) | Schweiz | Prag |

| Pl | Mannschaft         | Sp | S | U | N | Tore | Diff | Pkt. |
| -- | ------------------ | -- | - | - | - | ---- | ---- | ---- |
| 1. | Tschechoslowakei   | 2  | 2 | 0 | 0 | 5:2  | +3   | 4:0  |
| 2. | Schweiz            | 2  | 1 | 0 | 1 | 3:3  | ±0   | 2:2  |
| 3. | Vereinigte Staaten | 2  | 0 | 0 | 2 | 0:3  | −3   | 0:4  |

### Gruppe B
| 16. Februar 1938 Nachmittags | Großbritannien | 3:2 (0:0, 1:1, 2:1) | Schweden | Prag |

| 17. Februar 1938 | Schweden | 1:0 (0:0, 0:0, 1:0) | Polen | Prag |

| 18. Februar 1938 | Großbritannien | 7:1 (3:1, 4:0, 0:0) | Polen | Prag |

| Pl | Mannschaft             | Sp | S | U | N | Tore  | Diff | Pkt. |
| -- | ---------------------- | -- | - | - | - | ----- | ---- | ---- |
| 1. | Vereinigtes Königreich | 2  | 2 | 0 | 0 | 10:03 | +7   | 4:0  |
| 2. | Schweden               | 2  | 1 | 0 | 1 | 03:03 | ±0   | 2:2  |
| 3. | Polen                  | 2  | 0 | 0 | 2 | 01:08 | −7   | 0:4  |

### Gruppe C
| 16. Februar 1938 Nachmittags | Kanada | 3:2 n. V. (1:1, 0:1, 1:0, 1:0) | Deutsches Reich | Prag Zuschauer: 5000 |

| 17. Februar 1938 Abends | Deutsches Reich | 1:0 (0:0, 1:0, 0:0) | Ungarn | Prag |

| 18. Februar 1938 | Kanada | 1:1 n. V. (1:1, 0:0, 0:0, 0:0, 0:0, 0:0) | Ungarn | Prag |

| Pl | Mannschaft      | Sp | S | U | N | Tore | Diff | Pkt. |
| -- | --------------- | -- | - | - | - | ---- | ---- | ---- |
| 1. | Kanada          | 2  | 1 | 1 | 0 | 4:3  | +1   | 3:1  |
| 2. | Deutsches Reich | 2  | 1 | 0 | 1 | 3:3  | ±0   | 2:2  |
| 3. | Ungarn          | 2  | 0 | 1 | 1 | 1:2  | −1   | 1:3  |

## Finalrunde

### Halbfinale
| 19. Februar 1938 | Kanada | 1:0 (0:0, 0:0, 1:0) | Deutsches Reich | Prag |

| 19. Februar 1938 | Tschechoslowakei | 0:1 (0:0, 0:0, 0:1) | Großbritannien | Prag |

### Spiel um Platz 5
| 19. Februar 1938 | Schweden | 2:0 (1:0, 0:0, 1:0) | Schweiz | Prag |

### Spiel um Platz 3
| 20. Februar 1938 | Tschechoslowakei | 3:0 (1:0, 2:0, 0:0) | Deutsches Reich | Prag |

### Finale
| 20. Februar 1938 | Kanada | 3:1 (3:1, 0:0, 0:0) | Großbritannien | Prag |

## Abschlussplatzierung der Weltmeisterschaft

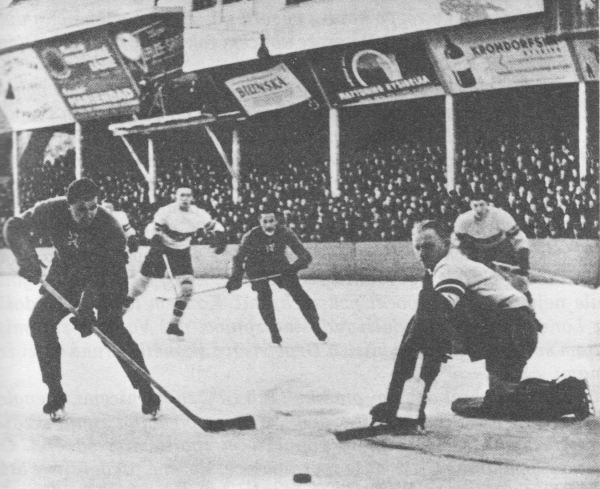
Spielszene aus der Partie Tschechoslowakei gegen das Deutsche Reich

| RF  | Team             |
| --- | ---------------- |
| 1.  | Kanada           |
| 2.  | Großbritannien   |
| 3.  | Tschechoslowakei |
| 4.  | Deutsches Reich  |
| 5.  | Schweden         |
| 6.  | Schweiz          |
| 7.  | Ungarn           |
| 8.  | USA              |
| 9.  | Polen            |
| 10. | Lettland         |
| 11. | Litauen          |
| 12. | Österreich       |
| 13. | Rumänien         |
| 14. | Norwegen         |

## Abschlussplatzierung der Europameisterschaft
| RF  | Team             |
| --- | ---------------- |
| 1.  | Großbritannien   |
| 2.  | Tschechoslowakei |
| 3.  | Deutsches Reich  |
| 4.  | Schweden         |
| 5.  | Schweiz          |
| 6.  | Ungarn           |
| 7.  | Polen            |
| 8.  | Lettland         |
| 9.  | Litauen          |
| 10. | Österreich       |
| 11. | Rumänien         |
| 12. | Norwegen         |

## Meistermannschaften
| Weltmeister Kanada                                            | Pat McReavy, Roy Heximer, Mel Albright, Johnny Godfrey, Glen Sutherland, Gordie Bruce, Jimmy Russell, Buster Portland, Jack Marshall, John Coulter, Percy Allen, Reg Chipman, Archie Burn Trainer: Max Silverman                                         |
| Europameister Vize-Weltmeister Großbritannien                 | Jimmy Foster, Reg Merrifield – Robert Wyman, Gordon Dailley, Wilson – Gerry Davey, Alexander Archer, Jimmy Kelly, Pete Halford, Alexander Chappell, Archie Stinchcombe, Riddley, John Gerald                                                             |
| Dritter Weltmeisterschaft Vize-Europameister Tschechoslowakei | Bohumil Modrý, Antonín Houba – František Pácalt, Jaroslav Pušbauer, Jan Michálek – Ladislav Troják, Josef Maleček, Oldřich Kučera, František Pergl, Alois Cetkovský, Jaroslav Císař, Oldřich Hurych, Zdeněk Jirotka, Drahoš Jirotka Trainer: Mike Buckna |